# يوكوهاما (محطة)

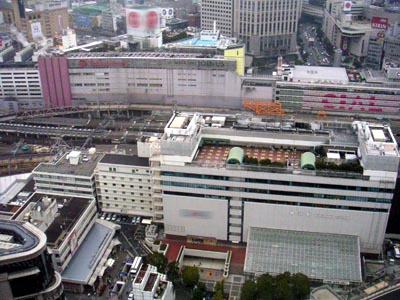
محطة يوكوهاما

محطة يوكوهاما (باليابانية: 横浜駅، يوكوهاما-إكي) هي محطة قطار تقع في اليابان، وتحديداً في حي نيشي من مدينة يوكوهاما.
تعتبر محطة يوكوهاما نقطة التقاء رئيسيه لخطوط السكك الحديدية في محافظة كاناغاوا، وهي أكثر المحطات إزدحاماً في تلك المحافظة، وفي 2004، وببلوغها حاجز 2.05 مليون راكب يومياً، اعتبرت خامس أكثر محطة إزدحاماً في اليابان.